# 霍內格山
46°48′13″N 7°48′14″E / 46.80361°N 7.80389°E

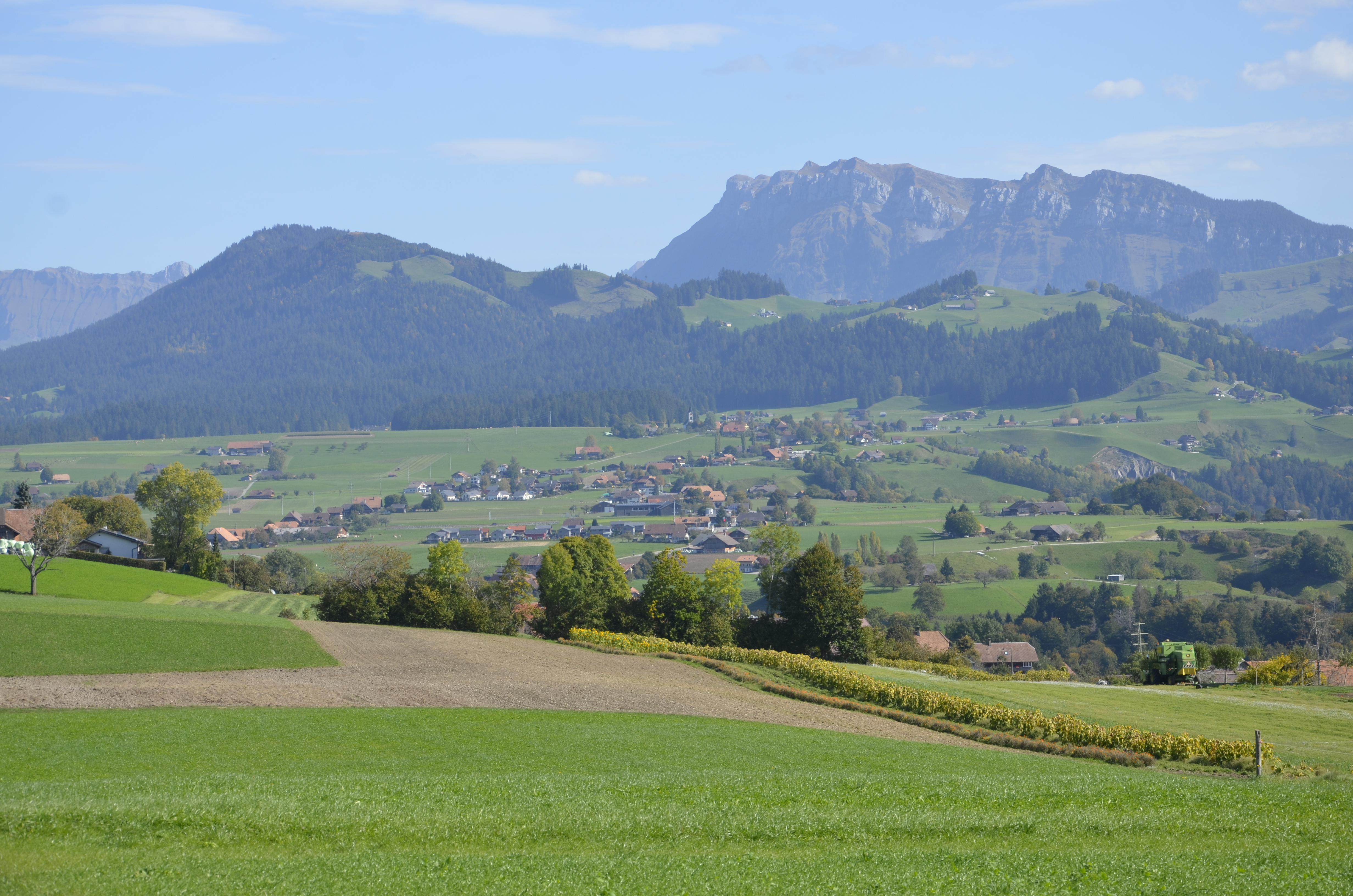
编辑“霍內格山”

霍內格山（Honegg），是瑞士的山峰，位於該國中部，由伯恩州負責管轄，屬於埃默河谷山的一部分，該山峰海拔高度1,546米，每年平均降雨量1,703毫米。